# Gran Premio di Germania 1992
Il Gran Premio di Germania 1992 si è svolto domenica 26 luglio 1992 sull'Hockenheimring a Hockenheim. La gara è stata vinta da Nigel Mansell su Williams seguito da Ayrton Senna su McLaren e da Michael Schumacher su Benetton.

## Qualifiche
Come consueto le due Williams dominano le qualifiche, con Mansell che conquista la pole position davanti al compagno di squadra Patrese. Terzo tempo per Senna, seguito da Berger, Alesi, Schumacher e dalle due Ligier di Comas e Boutsen. Chiudono la top ten Brundle e Wendlinger.

### Classifica
| Pos                     | No | Pilota             | Costruttore                     | Tempo    | Distacco |
| ----------------------- | -- | ------------------ | ------------------------------- | -------- | -------- |
| 1                       | 5  | Nigel Mansell      | Williams - Renault              | 1:37.960 |          |
| 2                       | 6  | Riccardo Patrese   | Williams - Renault              | 1:38.510 | +0.550   |
| 3                       | 1  | Ayrton Senna       | McLaren - Honda                 | 1:39.106 | +1.146   |
| 4                       | 2  | Gerhard Berger     | McLaren - Honda                 | 1:39.716 | +1.756   |
| 5                       | 27 | Jean Alesi         | Ferrari                         | 1:40.959 | +2.999   |
| 6                       | 19 | Michael Schumacher | Benetton - Ford                 | 1:41.132 | +3.172   |
| 7                       | 26 | Érik Comas         | Ligier - Renault                | 1:41.945 | +3.985   |
| 8                       | 25 | Thierry Boutsen    | Ligier - Renault                | 1:42.112 | +4.152   |
| 9                       | 20 | Martin Brundle     | Benetton - Ford                 | 1:42.136 | +4.176   |
| 10                      | 16 | Karl Wendlinger    | March - Ilmor                   | 1:42.357 | +4.397   |
| 11                      | 12 | Johnny Herbert     | Lotus - Ford                    | 1:42.645 | +4.685   |
| 12                      | 28 | Ivan Capelli       | Ferrari                         | 1:42.748 | +4.788   |
| 13                      | 11 | Mika Häkkinen      | Lotus - Ford                    | 1:42.749 | +4.789   |
| 14                      | 3  | Olivier Grouillard | Tyrrell - Ilmor                 | 1:42.797 | +4.837   |
| 15                      | 10 | Aguri Suzuki       | Footwork - Mugen-Honda          | 1:42.838 | +4.878   |
| 16                      | 30 | Ukyo Katayama      | Venturi Larrousse - Lamborghini | 1:43.079 | +5.119   |
| 17                      | 9  | Michele Alboreto   | Footwork - Mugen-Honda          | 1:43.171 | +5.211   |
| 18                      | 22 | Pierluigi Martini  | Scuderia Italia - Ferrari       | 1:43.556 | +5.596   |
| 19                      | 15 | Gabriele Tarquini  | Fondmetal - Ford                | 1:43.777 | +5.817   |
| 20                      | 4  | Andrea De Cesaris  | Tyrrell - Ilmor                 | 1:43.790 | +5.830   |
| 21                      | 21 | Jyrki Järvilehto   | Scuderia Italia - Ferrari       | 1:43.931 | +5.971   |
| 22                      | 17 | Paul Belmondo      | March - Ilmor                   | 1:44.130 | +6.170   |
| 23                      | 33 | Maurício Gugelmin  | Jordan - Yamaha                 | 1:44.521 | +6.561   |
| 24                      | 23 | Alessandro Zanardi | Minardi - Lamborghini           | 1:44.593 | +6.633   |
| 25                      | 29 | Bertrand Gachot    | Venturi Larrousse - Lamborghini | 1:44.596 | +6.636   |
| 26                      | 24 | Gianni Morbidelli  | Minardi - Lamborghini           | 1:44.762 | +6.802   |
| Vetture non qualificate |    |                    |                                 |          |          |
| NQ                      | 32 | Stefano Modena     | Jordan - Yamaha                 | 1:45.088 | +7.128   |
| NQ                      | 7  | Eric van de Poele  | Brabham - Judd                  | 1:45.098 | +7.138   |
| NQ                      | 14 | Andrea Chiesa      | Fondmetal - Ford                | 1:45.459 | +7.499   |
| NQ                      | 8  | Damon Hill         | Brabham - Judd                  | 1:45.871 | +7.911   |

## Gara
Al via Patrese prova ad attaccare Mansell, senza però riuscire a superarlo. Nei primi giri si verifica una situazione curiosa, con le due Williams che occupano le prime posizioni, seguite dalle due McLaren di Senna e Berger, dalle Benetton di Schumacher e Brundle, dalle due Ferrari di Alesi e Capelli, dalle Ligier di Comas e Boutsen e dalle Lotus di Häkkinen e Herbert. I piloti della Williams hanno previsto un pit stop, mentre gli altri piloti di testa sono partiti per arrivare fino in fondo senza cambi gomme; al 15º giro Mansell è il primo a fermarsi e torna in pista alle spalle di Senna, che sopravanza dopo pochi giri. Patrese torna ai box cinque passaggi più tardi, rientrando in pista quarto dietro a Schumacher, mentre Berger è rallentato da problemi al motore, che lo costringeranno al ritiro. Patrese ha la meglio su Schumacher e rimonta lo svantaggio nei confronti di Senna; il pilota italiano attacca il rivale nel corso dell'ultima tornata, ma sbaglia ed esce di pista, dovendosi ritirare. Mansell conquista l'ottava vittoria stagionale davanti a Senna, Schumacher, Brundle, Alesi e Comas; il pilota inglese può conquistare matematicamente il suo primo titolo mondiale già dalla gara successiva, in Ungheria.

### Classifica
| Pos      | N. | Pilota             | Costruttore/Motore              | Giri | Tempo/Ritiro | Griglia | Punti |
| -------- | -- | ------------------ | ------------------------------- | ---- | ------------ | ------- | ----- |
| 1        | 5  | Nigel Mansell      | Williams - Renault              | 45   | 1:18'22.032  | 1       | 10    |
| 2        | 1  | Ayrton Senna       | McLaren - Honda                 | 45   | +4.500       | 3       | 6     |
| 3        | 19 | Michael Schumacher | Benetton - Ford                 | 45   | +34.462      | 6       | 4     |
| 4        | 20 | Martin Brundle     | Benetton - Ford                 | 45   | +36.959      | 9       | 3     |
| 5        | 27 | Jean Alesi         | Ferrari                         | 45   | +1'12.607    | 5       | 2     |
| 6        | 26 | Érik Comas         | Ligier - Renault                | 45   | +1'36.498    | 7       | 1     |
| 7        | 25 | Thierry Boutsen    | Ligier - Renault                | 45   | +1'37.180    | 8       |       |
| 8        | 6  | Riccardo Patrese   | Williams - Renault              | 44   | Testacoda    | 2       |       |
| 9        | 9  | Michele Alboreto   | Footwork - Mugen-Honda          | 44   | +1 giro      | 17      |       |
| 10       | 21 | Jyrki Järvilehto   | Scuderia Italia - Ferrari       | 44   | +1 giro      | 21      |       |
| 11       | 22 | Pierluigi Martini  | Scuderia Italia - Ferrari       | 44   | +1 giro      | 18      |       |
| 12       | 24 | Gianni Morbidelli  | Minardi - Lamborghini           | 44   | +1 giro      | 26      |       |
| 13       | 17 | Paul Belmondo      | March - Ilmor                   | 44   | +1 giro      | 22      |       |
| 14       | 29 | Bertrand Gachot    | Venturi Larrousse - Lamborghini | 44   | +1 giro      | 25      |       |
| 15       | 33 | Maurício Gugelmin  | Jordan - Yamaha                 | 43   | +2 giri      | 23      |       |
| 16       | 16 | Karl Wendlinger    | March - Ilmor                   | 42   | +3 giri      | 10      |       |
| Ritirato | 15 | Gabriele Tarquini  | Fondmetal - Ford                | 33   | Motore       | 19      |       |
| Ritirato | 4  | Andrea De Cesaris  | Tyrrell - Ilmor                 | 25   | Motore       | 20      |       |
| Ritirato | 12 | Johnny Herbert     | Lotus - Ford                    | 23   | Motore       | 11      |       |
| Ritirato | 28 | Ivan Capelli       | Ferrari                         | 21   | Motore       | 12      |       |
| Ritirato | 11 | Mika Häkkinen      | Lotus - Ford                    | 21   | Motore       | 13      |       |
| Ritirato | 2  | Gerhard Berger     | McLaren - Honda                 | 16   | Elettrico    | 4       |       |
| Ritirato | 3  | Olivier Grouillard | Tyrrell - Ilmor                 | 8    | Motore       | 14      |       |
| Ritirato | 30 | Ukyo Katayama      | Venturi Larrousse - Lamborghini | 8    | Testacoda    | 16      |       |
| Ritirato | 10 | Aguri Suzuki       | Footwork - Mugen-Honda          | 1    | Testacoda    | 15      |       |
| Ritirato | 23 | Alessandro Zanardi | Minardi - Lamborghini           | 1    | Cambio       | 24      |       |
| NQ       | 32 | Stefano Modena     | Jordan - Yamaha                 |      |              |         |       |
| NQ       | 7  | Eric van de Poele  | Brabham - Judd                  |      |              |         |       |
| NQ       | 14 | Andrea Chiesa      | Fondmetal - Ford                |      |              |         |       |
| NQ       | 8  | Damon Hill         | Brabham - Judd                  |      |              |         |       |
| NPQ      | 34 | Roberto Moreno     | Moda - Judd                     |      |              |         |       |
| NPQ      | 35 | Perry McCarthy     | Moda - Judd                     |      |              |         |       |

## Classifiche Mondiali

### Piloti
| Pos. | Pilota             | Punti |
| ---- | ------------------ | ----- |
| 1    | Nigel Mansell      | 86    |
| 2    | Riccardo Patrese   | 40    |
| 3    | Michael Schumacher | 33    |
| 4    | Ayrton Senna       | 24    |
| 5    | Gerhard Berger     | 20    |
| 6    | Martin Brundle     | 16    |
| 7    | Jean Alesi         | 13    |
| 8    | Mika Häkkinen      | 5     |
| 8    | Michele Alboreto   | 5     |
| 10   | Andrea De Cesaris  | 4     |
| 10   | Érik Comas         | 4     |
| 12   | Karl Wendlinger    | 3     |
| 13   | Ivan Capelli       | 2     |
| 13   | Pierluigi Martini  | 2     |
| 13   | Johnny Herbert     | 2     |
| 16   | Bertrand Gachot    | 1     |

### Costruttori
| Pos. | Team                            | Punti |
| ---- | ------------------------------- | ----- |
| 1    | Williams - Renault              | 126   |
| 2    | Benetton - Ford                 | 49    |
| 3    | McLaren - Honda                 | 44    |
| 4    | Ferrari                         | 15    |
| 5    | Lotus - Ford                    | 7     |
| 6    | Footwork - Mugen-Honda          | 5     |
| 7    | Tyrrell - Ilmor                 | 4     |
| 7    | Ligier - Renault                | 4     |
| 9    | March - Ilmor                   | 3     |
| 10   | Scuderia Italia - Ferrari       | 2     |
| 11   | Venturi Larrousse - Lamborghini | 1     |

## Fonti
- Teamdan.org, su silhouet.com. URL consultato il 21 giugno 2009.
- Grandprix.com. URL consultato il 21 giugno 2009.
- The Official Formula 1 Website, su formula1.com. URL consultato il 21 giugno 2009.
- GpUpdate.com [collegamento interrotto], su f1.gpupdate.net. URL consultato il 21 giugno 2009.